# Jazz afrocubano
Il jazz afrocubano, o latin jazz, è uno stile jazzistico che unisce ritmi afrocubani basati sulla clave con elementi della musica swing e bebop. La musica afrocubana ha profonde radici nei rituali e nei ritmi africani. Il genere emerse all'inizio deglianni quaranta del XX secolo con i musicisti cubani Mario Bauzá e Frank Grillo "Machito" nella band Machito and his Afro-Cubans a New York. Nel 1947, le collaborazioni del trombettista bebop Dizzy Gillespie e del percussionista Chano Pozo portarono ritmi e strumenti afrocubani, come la tumbadora e il bongo, nella scena jazz della East Coast. Le prime combinazioni di jazz con musica cubana, come Manteca e Mangó Mangüé, erano comunemente chiamate "Cubop" per bebop cubano.
Durante i suoi primi decenni, il movimento jazz afrocubano fu più forte negli Stati Uniti che a Cuba. All'inizio degli anni settanta, Kenny Dorham e la sua Orquesta Cubana de Música Moderna, e successivamente gli Irakere, portarono il jazz afrocubano nella scena musicale cubana, influenzando stili come il songo.

## Storia

### "Sfumatura spagnola": l'influenza cubana nel primo jazz
Sebbene il jazz afrocubano basato su clave non sia apparso fino alla metà del XX secolo, l'influenza cubana era presente alla nascita del jazz. La musica afro-americana iniziò a incorporare motivi musicali afrocubani nel XIX secolo, quando l'habanera guadagnò popolarità internazionale. L'habanera è stata la prima musica scritta a essere ritmicamente basata su un motivo africano. Il ritmo dell'habanera, noto anche come "congo" o "tango", può essere pensato come una combinazione di tresillo e controtempo.

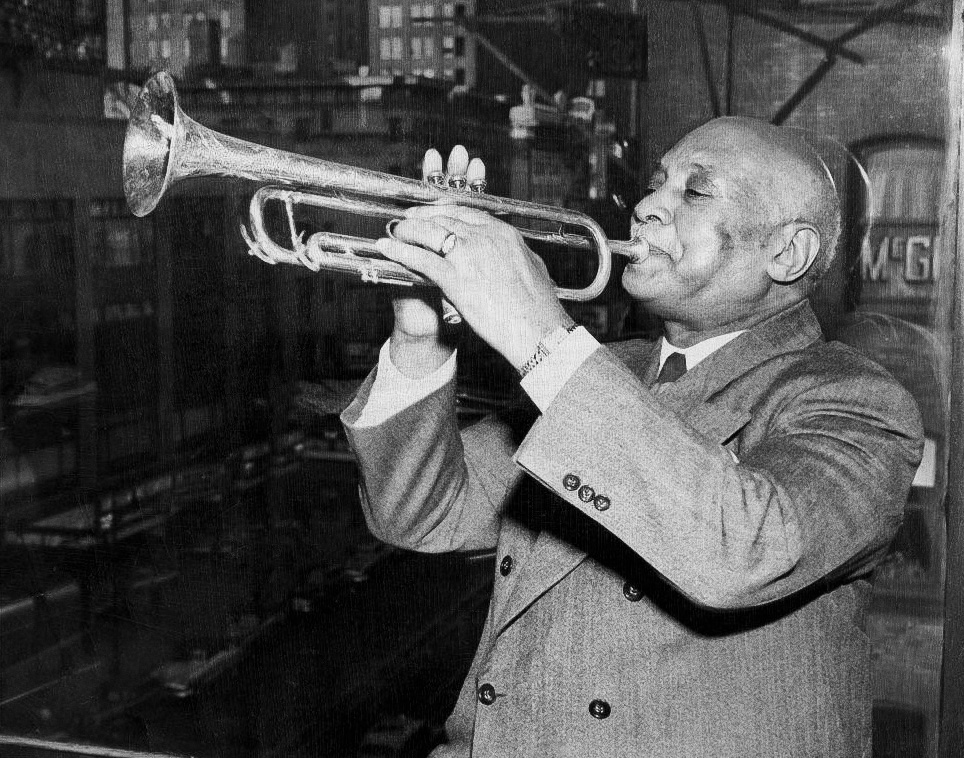
W. C. Handy nel suo ufficio, l' 11 novembre 1949

I musicisti di L'Avana e New Orleans prendevano il traghetto due volte al giorno tra le due città per esibirsi e l'habanera mise radici. John Storm Roberts afferma che il genere musicale habanera "raggiunse gli Stati Uniti 20 anni prima che il primo rag fosse pubblicato". Per più di un quarto di secolo in cui si formavano il cakewalk, il ragtime e il jazz, l'habanera fu una parte consistente della musica popolare afro-americana. Le prime jazz band di New Orleans avevano l'habanera nel loro repertorio, e la figura tresillo/habanera era un punto fermo ritmico del jazz a cavallo del XX secolo. Confrontando la musica di New Orleans con la musica di Cuba, Wynton Marsalis disse che il tresillo è la clave di New Orleans. St. Louis Blues (1914) di W. C. Handy ha una linea di basso habanera/tresillo. Di seguito sono riportate le prime battute.

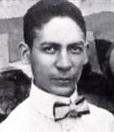
Jelly Roll Morton

Handy notò una reazione al ritmo dell'habanera incluso nel Maori di Will H. Tyler: "Ho osservato che c'è stata una reazione improvvisa, orgogliosa e aggraziata al ritmo... I ballerini bianchi, come li avevo osservati, prendevano il numero al passo. Cominciai a sospettare che ci fosse qualcosa di negroide in quel ritmo." Dopo aver notato una reazione simile allo stesso ritmo ne La Paloma, Handy incluse questo ritmo nel suo St. Louis Blues, nella copia strumentale di Memphis Blues, nel coro di Beale Street Blues e in altre composizioni".
Jelly Roll Morton considerava il tresillo/habanera (che chiamava la sfumatura spagnola) un ingrediente essenziale del jazz. Morton ha dichiarato: "Ora, in uno dei miei primi brani, New Orleans Blues, puoi notare la sfumatura spagnola. In effetti, se non riesci a inserire sfumature di spagnolo nei tuoi brani, non sarai mai in grado di ottenere il giusto condimento, lo chiamo io, per il jazz: Morton (1938: Library of Congress Recording)". Di seguito è mostrato un estratto di New Orleans Blues. Nel brano, la mano sinistra suona il ritmo del tresillo, mentre la mano destra suona variazioni sul cinquillo.
Anche se l'origine del jazz sincopato potrebbe non essere mai conosciuta, ci sono prove che l'habanera/tresillo esistesse fin dalla sua concezione. A Buddy Bolden, il primo musicista jazz conosciuto, viene attribuito il merito di aver creato il big four, uno schema basato sull'habanera. Il big four (sotto) è stato il primo schema di basso sincopato a deviare dallo standard a tempo di marcia. Come mostra l'esempio seguente, la seconda metà dello schema big four è il ritmo dell'habanera.
In Early Jazz: Its Roots and Musical Development (Il primo jazz: le sue radici e il suo sviluppo musicale), Gunther Schuller afferma:
L'influenza cubana è evidente in molti brani jazz pre-anni quaranta, ma ritmicamente sono tutti basati su motivi unicellulari come il tresillo e non contengono un'evidente struttura bicellulare basata sula clave. Caravan, scritto da Juan Tizol ed eseguito per la prima volta nel 1936, è un esempio di una delle prime composizioni jazz pre-latine. Non è basato sulla clave. D'altra parte, le interpretazioni jazz di The Peanut Vendor di Don Azpiazú (El manicero) di Louis Armstrong (1930), Duke Ellington (1931) e Stan Kenton (1948), sono tutte saldamente in clave poiché il guajeo prevede il contrappunto principale alla melodia durante l'intera canzone.

### Mario Bauzá e Machito
Il consenso tra musicisti e musicologi è che il primo brano jazz a essere basato in-clave sia stato Tanga (1943) composto dal cubano Mario Bauza e registrato da Machito and his Afro-Cubans. Tanga iniziò umilmente come una descarga spontanea (jam session cubana) con assoli jazz sovrapposti.
Quel lunedì sera, il Dr. Bauzá si chinò sul pianoforte e ordinò a Varona di suonare la stessa piano vamp come aveva fatto la sera prima. La mano sinistra di Varona iniziò l'introduzione di El Botellero di Gilberto Valdés. Bauzá insegnò poi a Julio Andino cosa suonare, poi i sax, poi le trombe. I suoni degli accordi spezzati iniziarono presto a prendere forma in una melodia jazzistica afrocubana. Il sax contralto di Gene Johnson emise poi frasi jazz orientali. Il jazz afrocubano fu inventato quando Bauzá compose quella sera Tanga, parola africana per marijuana.
Da allora in poi, ogni volta che veniva suonato Tanga, suonava in modo diverso, a seconda dell'individualità del solista. Nell'agosto 1948, quando il trombettista Howard McGhee suonò come solista con l'orchestra di Machito all'Apollo Theatre, le sue improvvisazioni su Tanga condussero a Cu-Bop City, una melodia che fu registrata dalla Roost Records mesi dopo. Le jam che ebbero luogo al Royal Roots, Bop City e Birdland tra il 1948 e il 1949, quando Howard McGhee, il sassofonista tenore Brew Moore, Charlie Parker e Dizzy Gillespie suonarono con l'orchestra di Machito, furono impreviste, disinibite, inaudite prima delle jam session che, all'epoca, il presentatore Symphony Sid chiamava jazz afrocubano.
Le jam di dieci o quindici minuti dell'orchestra Machito furono le prime nella musica latina a staccarsi dalle tradizionali registrazioni inferiori ai quattro minuti. Nel febbraio del 1949, l'orchestra di Machito divenne la prima a stabilire un precedente nella musica latina quando presentò il sassofonista tenore Flip Phillips in una registrazione di cinque minuti di Tanga Il 78 giri da dodici pollici, parte dell'album The Jazz Scene, fu venduto per 25 dollari.»
(Max Salazar)

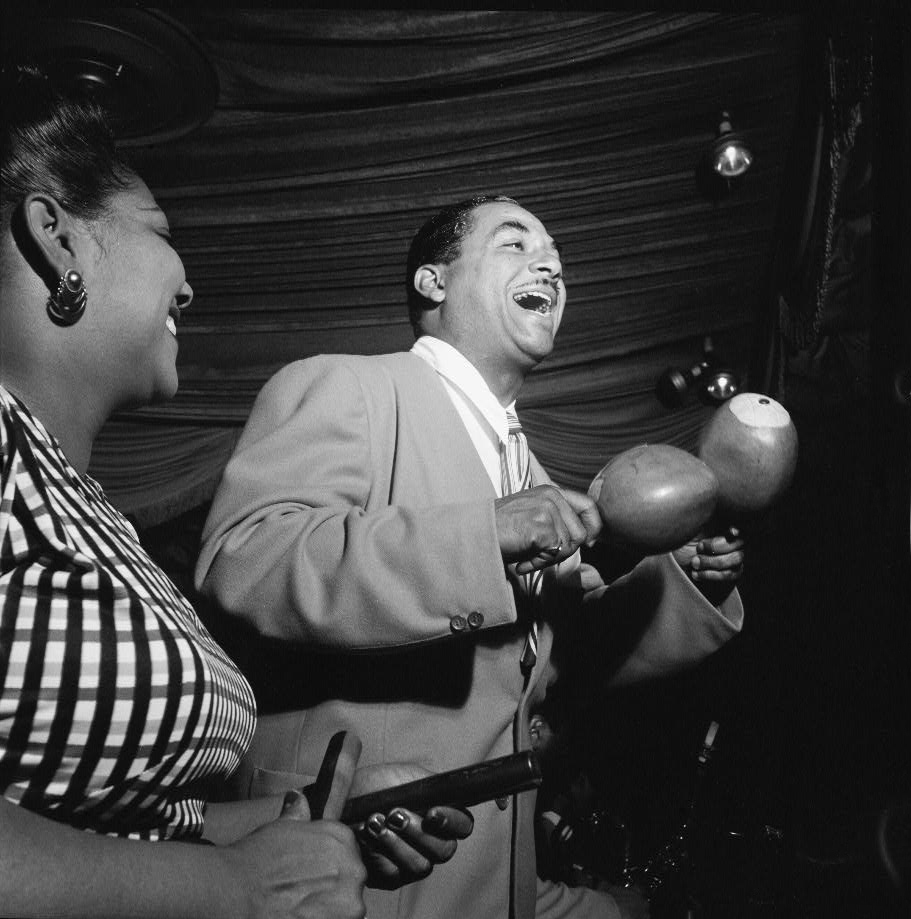
Machito e sua sorella Graciella Grillo

La mano destra del guajeo per pianoforte di Tanga è nello stile noto come ponchando, un tipo di guajeo non arpeggiato che utilizza accordi a blocchi. Viene enfatizzata la sequenza dei punti di attacco, piuttosto che una sequenza di altezze diverse. Come forma di accompagnamento può essere suonato in modo strettamente ripetitivo o come un motivo vario simile all'accompagnamento jazz.
L'esempio seguente è nello stile di una registrazione di Machito del 1949, con René Hernández al pianoforte.

### Dieci innovazioni di Machito and his Afro-Cubans
Scritto da Bobby Sanabria, pubblicato il 28 novembre 2007 su un blog chiamato latinjazz@yahoogroups:
1. La prima band a fare conga, bongo e timbales, le percussioni standard nella musica dance afrocubana. L'uso di motivi a campana spezzata da parte del bongocero nelle sezioni di fiati del mambo, l'aumento del vocabolario ritmico del tamburo conga e la sua funzione in un'impostazione bandistica, la maggiore importanza dei timbales nell'impostazione delle figure suonate dalle cornette e accentuandole come un jazz il batterista farebbe in una big band. Per esempio Nagüe, anche il primo esempio registrato di tutti e tre gli strumenti a percussione che suonano come una sezione.
2. La prima band a esplorare le tecniche di arrangiamento del jazz con ritmi afrocubani su una base coerente, dandogli un suono identificabile. L'arrangiatore cubano di big band Chico O'Farill ha dichiarato: "Questo è stato un nuovo concetto nell'interpretazione della musica cubana con la più possibile ricchezza (armonica). Devi capire quanto fosse importante. Ha fatto in modo che ogni altra band è venuta dopo, ci abbia seguito."[21]
3. La prima band a esplorare l'armonia modale da una prospettiva jazz che organizza attraverso la registrazione di Tanga. Da notare l'effetto "foglio di suono" nella disposizione attraverso l'uso di più strati.
4. La prima big band a esplorare, dal punto di vista ritmico afrocubano, opere compositive estese su larga scala, per esempio: The Afro-Cuban Jazz Suite di Chico O'Farill.
5. La prima band a combinare tecniche di organizzazione della big band all'interno di una composizione originale con solisti orientati al jazz usando una sezione ritmica a base di afrocubani, ad es. Gene Johnson - (contralto), Brew Moore - (tenore), nella composizione Tanga (1943).
6. La prima band multi-razziale negli Stati Uniti.
7. La prima band negli Stati Uniti a utilizzare il termine "afrocubano" nel suo nome (Machito and his Afro-Cubans), alludendo alle radici dell'Africa occidentale della loro musica. Questo fu un contributo trascurato dell'orchestra al fiorente movimento per i diritti civili che costrinse le comunità latine e afroamericane di New York ad affrontare le loro radici musicali dell'Africa occidentale.
8. La prima band di danza afrocubana a esplorare il contrappunto della clave dal punto di vista dell'arrangiamento. La capacità di intrecciarsi senza soluzione di continuità da un lato della clave all'altro senza rompere la sua integrità ritmica all'interno della struttura di una disposizione musicale.
9. Il direttore musicale Mario Bauzá e il cantante principale Machito promossero uno standard di eccellenza per i successivi leader della band, come José Curbelo, Tito Puente, Marcelino Guerra, Tito Rodriguez ed Elmo Garcia. Sebbene si possa sostenere che Xavier Cugat abbia stabilito uno standard del genere molto prima con la sua orchestra al Waldorf-Astoria Hotel (1931), il suono emulato dai bandleader di New York era diverso da quello di Cugat. Cugat si esibiva per l'Alta società di New York, non per la comunità latina di East Harlem (El Barrio) e il South Bronx. La musica di Cugat era quella che avrebbero potuto ascoltare alla radio, ma questa comunità aveva poco accesso a essa.
10. Machito and his Afro-Cubans hanno fornito un forum per idee musicali progressive, composizioni e arrangiamenti. Hanno esplorato la fusione della musica afro cubana con soluisti arrangiatori jazz e orientati al jazz in una struttura multirazziale.

Bauzá ha sviluppato il concetto e la terminologia della clave 3-2/2-3. Una progressione di accordi può iniziare su entrambi i lati della clave. Quando la progressione inizia sul lato tre, si dice che la canzone o la sezione della canzone è in clave 3-2. Quando la progressione di accordi inizia sui due lati, è in clave 2-3.
Nel Nord America le classifiche di salsa e latin jazz rappresentano comunemente la clave in due misure di alla breve; questa è molto probabilmente l'influenza delle convenzioni del jazz.
Quando la clave è scritta in due misure (sopra), cambiare da una sequenza di clave all'altra è una questione di invertire l'ordine delle misure. Bauzá ha bilanciato musicisti latini e jazz nella band di Machito per realizzare la sua visione del jazz afrocubano. Padroneggiò entrambi i tipi di musica, ma gli ci volle del tempo per insegnare il clave ai musicisti jazz della band di Machito. Quando il trombettista Doc Cheatham si unì alla band, Machito lo licenziò dopo due notti perché non riusciva ad affrontare la clave.

### Dizzy Gillespie e Chano Pozo

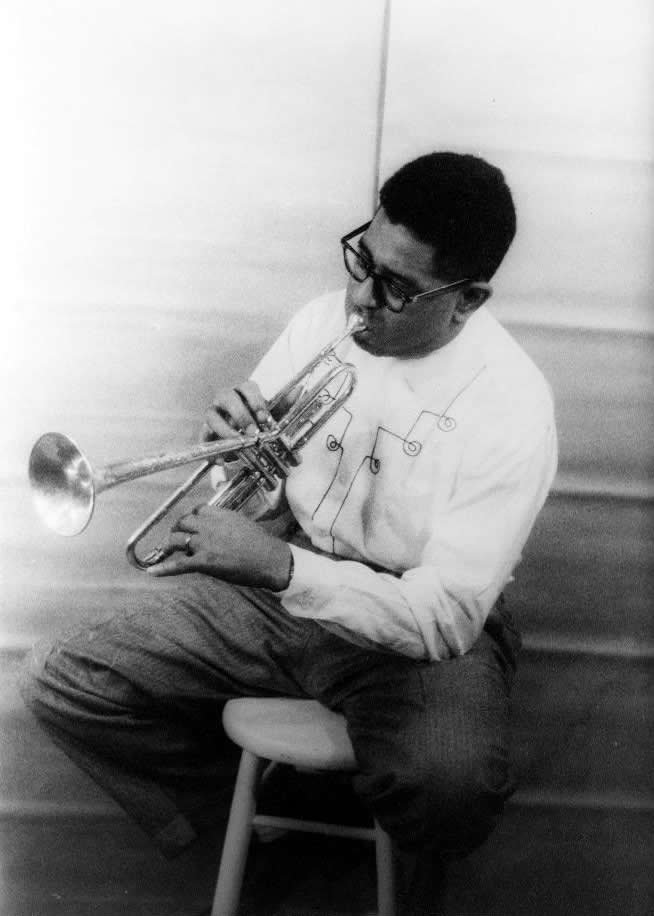
Dizzy Gillespie (1955)

Mario Bauzá presentò l'innovatore bebop Dizzy Gillespie al batterista, ballerino, compositore e coreografo cubano Chano Pozo. La breve collaborazione di Gillespie e Pozo ha prodotto alcuni dei più duraturi standard del jazz afrocubano.
Manteca (1947), scritto da Gillespie e Pozo, è il primo jazz standard basato ritmicamente sulla clave. Secondo Gillespie, Pozo compose i guajeos (ostinati afrocubani) stratificati e contrappuntistici della sezione A e dell'introduzione, mentre Gillespie scrisse il bridge. Gillespie ha raccontato: "Se avessi lasciato andare come [Chano] voleva, sarebbe stato strettamente afrocubano, fino in fondo. Non ci sarebbe stato un bridge... io... pensavo di scrivere un bridge di otto battute. Ma dopo otto battute non ero ancora tornato al si♭, così ho dovuto continuare e ho finito per scrivere un bridge di sedici battute." È stato il bridge a conferire a Manteca una tipica struttura armonica jazz, distinguendo il brano dal modale Tanga di Bauzá di pochi anni prima. Gli accordi con una sezione "latina" A e una sezione B swing, con tutti i ritornelli swing durante gli assoli, divennero pratica comune in molte "melodie latine" del repertorio standard jazz. Questo approccio può essere ascoltato nelle registrazioni precedenti al 1980 di Manteca, A Night in Tunisia, Tin Tin Deo e On Green Dolphin Street.
La collaborazione di Gillespie con Pozo ha portato i ritmi africani nel bebop, una forma d'arte postmodernista. Pur spingendo i confini dell’improvvisazione armonica, il cu-bop, come veniva chiamato, attingeva anche più direttamente dall’Africa, ritmicamente.
Le prime esecuzioni di Manteca rivelano che nonostante il loro entusiasmo per la collaborazione, Gillespie e Pozo non avevano molta familiarità l'uno con la musica dell'altro. I membri della band di Gillespie erano poco abituati ai guajeos, li swingavano eccessivamente e li accentuavano in modo atipico. Thomas Owens osserva: "Una volta che il tema finisce e inizia l'improvvisazione, ... Gillespie e l'intera band continuano l'atmosfera bebop, usando ottavi swing, nonostante i continui ottavi di Pozo, fino a quando la sezione finale A del tema ritorna. La completa assimilazione dei ritmi afrocubani e delle improvvisazioni su un ostinato armonico era ancora lontana qualche anno per i bebopper nel 1947". In una registrazione dal vivo del 1948 di Manteca, si sente qualcuno suonare il ritmo clave 3-2 sulle clave in una buona parte di questa canzone 2-3..
Il ritmo della melodia della sezione A è identico a uno schema di comune bell pattern (schema campana):

### Gli anni dal 1940 al 1970

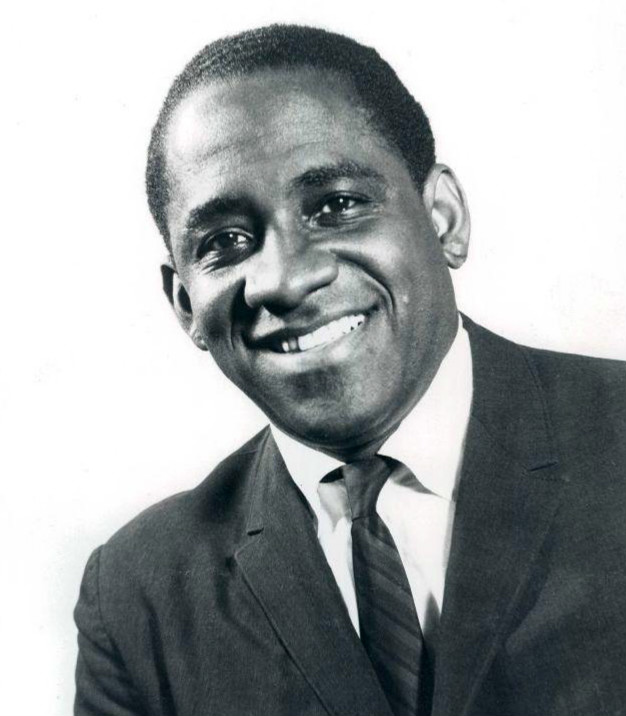
Mongo Santamaría (1969)

All'inizio del 1947 Stan Kenton registrò Machito, scritto dal suo collaboratore / arrangiatore Pete Rugolo. Alcuni considerano il brano la prima registrazione jazz afrocubana di musicisti jazz americani. John Storm Roberts osserva che il pezzo "non ha strumentisti latini, la cui mancanza è ovvia; il frizzante e veloce montuno con cui il pezzo si apre è appesantito dalla batteria non così abile di Shelly Mann." Più tardi, il 6 dicembre dello stesso anno, Kenton registrò un arrangiamento del son The Peanut Vendor con i membri della sezione ritmica di Machito. Kenton continuò a lavorare con ritmi e musicisti afrocubani per un altro decennio; l'album del 1956 di Kenton Cuban Fire! è stato scritto come una suite afrocubana da Johnny Richards.
Il percussionista cubano Mongo Santamaría registrò per la prima volta la sua composizione "Afro Blue" nel 1959. Afro Blue è stato il primo standard jazz costruito su un tipico tre contro due africano (3:2) con ritmo incrociato, o hemiola.
La canzone inizia con il basso che suona ripetutamente 6 movimenti incrociati per ciascuna battuta di 68, o 6 movimenti incrociati per 4 movimenti principali: 64 (due celle di 3:2). L'esempio seguente mostra la linea di basso ostinato originale "Afro Blue". Le teste delle note barrate indicano i movimenti principali (non le note basse), dove normalmente batteresti il piede per "tenere il tempo."
A metà degli anni quaranta, la mania del mambo ebbe origine con le registrazioni di Perez Prado, che includeva elementi jazz, e le idee di Stravinskij nei suoi arrangiamenti.
I guajeos (melodie ostinate afrocubane) o frammenti di guajeo sono motivi comunemente usati nelle melodie del latin jazz. Ad esempio, la sezione A di Sabor è un guajeo onbeat/offbeat di 2-3, meno alcune note. Il seguente estratto è tratto da una performance di Cal Tjader.

### New York negli anni ottanta
Il jazz afrocubano è stato per la maggior parte della sua storia una questione di sovrapposizione di fraseggi jazz su ritmi cubani. Negli anni ottanta una generazione di musicisti di New York aveva raggiunto la maggiore età suonando sia salsa dance che jazz.
Nel 1967 i fratelli Jerry e Andy González all'età di 15 e 13 anni formarono un quintetto di latin jazz ispirato al gruppo di Cal Tjader. con Jerry alle congas e Andy al basso. Durante il periodo 1974-1976 furono membri di uno dei gruppi sperimentali di salsa di Eddie Palmieri. Andy González racconta, "Stavamo improvvisando... fare quella cosa che faceva Miles Davis: suonare temi e semplicemente improvvisare sui temi delle canzoni, e non abbiamo mai smesso di suonare per tutto il set."
Mentre erano nella band di Palmieri, i fratelli González iniziarono a comparire sondaggio dei lettori di DownBeat. Nel 1974 i fratelli González e Manny Oquendo fondarono il gruppo di salsa Libre e sperimentarono ritmi jazz e afrocubani. Libre registrò Donna Lee di Charlie Parker come danzón, Tune Up di Miles Davis come conga di comparsa e Little Sunflower di Freddie Hubbard come mambo. Negli anni ottanta Tito Puente iniziò a registrare ed eseguire latin jazz. I fratelli González lavorarono sia con Puente che con Dizzy Gillespie. McCoy Tyner assunse i fratelli quando suonava jazz afrocubano. Altri musicisti di New York furono Bobby Sanabria, Steve Turre, Conrad Herwig, Hilton Ruiz, Chris Washburn, Ralph Irizarry, David Sánchez e Dave Valentine. I musicisti latin jazz di San Francisco includevano il Machete Ensemble di John Santos, Rebeca Mauleón, Mark Levine, Omar Sosa e Orestes Vilato.
Nueva Manteca di Jan L. Hartong ha sede a L'Aia, Paesi Bassi, e Yilian Cañizares a Losanna, Svizzera.

### Il ramo cubano
Le jazz band iniziarono a formarsi a Cuba già negli anni venti. Queste band spesso includevano sia la musica popolare cubana che il popolare jazz nordamericano e includevano melodie nei loro repertori. Nonostante questa versatilità musicale, il movimento di fusione dei ritmi afrocubani con il jazz non fu forte a nella stessa Cuba per decenni. Come osserva Leonardo Acosta: «Il jazz afrocubano si sviluppò contemporaneamente a New York e all'Avana, con la differenza che a Cuba fu un processo silenzioso e quasi naturale, praticamente impercettibile». Il contributo di Cuba al genere arrivò relativamente tardi, a cominciare dalla band Irakere.
Chékere-son (1976) introdusse uno stile di linee di corno "cubanizzate" al gusto bebop, che si discostavano dalle linee più "spigolose" basate sul guajeo tipiche della musica popolare cubana.
Lo stile della linea di corno introdotto in Chékere-son si sente oggi nel jazz afrocubano e nel genere della danza popolare contemporanea noto come timba. Un altro importante contributo dell'Irakere è l'uso del batá e di altri tamburi folcloristici afrocubani. Bacalao con pan è la prima canzone registrata da Irakere a utilizzare il batá. La melodia combina la batteria folcloristica, la musica jazz dance e la chitarra elettrica distorta con il wah-wah del pedale.
Secondo Raúl A. Fernández, ai membri dell'Orquesta Cubana de Música Moderna non sarebbe stato permesso dall'orchestra di registrare la canzone non convenzionale. I musicisti si recarono a Santiago per registrarlo. "In qualche modo la melodia è arrivata da Santiago alle stazioni radio dell'Avana dove è diventata un successo; Irakere venne formalmente organizzata un po' più tardi".
Molti dei membri fondatori non sempre apprezzarono la fusione di elementi jazz e afro-cubani da parte di Irakere. Vedevano gli elementi folk cubani come una sorta di "foglia di fico" nazionalistica, copertura per il loro vero amore: il jazz. Erano ossessionati dal jazz. Si dice che il Ministero della Cultura cubano considerasse il jazz come la musica dell'"America imperialista". Pablo Menéndez, fondatore di Mezcla, ricorda: "Irakere erano musicisti jazz che suonavano cose come Bacalao con pan con un atteggiamento un po' ironico: 'per le masse'. Ricordo che Paquito d'Rivera pensava che fosse roba piuttosto divertente (al contrario di roba 'seria')". Nonostante l'ambivalenza di alcuni membri verso la fusione Afro-cubana folkloristica/jazz degli Irakere, i loro esperimenti hanno cambiato la musica popolare cubana, il latin jazz e la salsa.
Un altro importante musicista jazz cubano è il pianista Gonzalo Rubalcaba, il cui innovativo guajeos jazz ha rivoluzionato il pianoforte in stile cubano negli anni ottanta. Come i musicisti della sua generazione che hanno fondato l'era della timba, Rubalcaba è un prodotto del sistema educativo musicale cubano. Ha studiato pianoforte e batteria. Rubalcaba iniziò la sua formazione musicale classica al Conservatorio Manuel Saumell all'età di 9 anni, dove dovette scegliere il pianoforte; frequentò la alla "scuola media" al Conservatorio Amadeo Roldan e infine conseguì la laurea in composizione musicale dall'Istituto di Belle Arti dell'Avana nel 1983. A quel tempo stava già suonando nei club e nelle sale da concerto dell'Avana.
Molti gruppi jazz cubani, come il gruppo del sassofonista Tony Martinez, si esibiscono a un livello che pochi non cubani possono eguagliare ritmicamente. La matrice clave offre infinite possibilità per le trame ritmiche nel jazz. Il batterista cubano Dafnis Prieto in particolare, è stato un pioniere nell'espandere i parametri della sperimentazione con le clave. La cantante afrocubana Daymé Arocena è stata descritta come un "incrocio tra Celia Cruz e Aretha Franklin".

## Licenza Clave
Più di mezzo secolo fa, Mario Bauzá sviluppò l'arrangiamento in-clave come un'arte. Un altro nome per clave è modello guida, ed è così che Bauzá si relazionava a esso. Insegnò a Tito Puente, e gli arrangiatori di Puente impararono da lui.
Le tecniche venivano tramandate di generazione in generazione. Molti musicisti cubani istruiti rifiutano l'idea di 3-2/2-3 clave. Dafnis Prieto e Alain Pérez rifiutano il concetto. Molti musicisti più giovani rifiutano il concetto di "regole per clave". Pérez afferma: "Semplicemente non tratto la clave come uno studio o un'analisi profonda concepita attorno a dove si sovrappone e dove entra in gioco. Non l'ho imparato in questo modo".
Bobby Sanabria lamenta la pervasività di questo atteggiamento a Cuba. "La mancanza di coscienza della clave a Cuba sta cominciando a farsi sentire sempre di più dove l'equilibrio ritmico stabilito dalla direzione della clave viene sacrificato a causa della mancanza di conoscenza su come lavorare con esso da un punto di vista dell'arrangiamento da giovani arrangiatori soprattutto nel movimento della timba" Forse Juan Formell, fondatore di Los Van Van, ha riassunto al meglio questo atteggiamento contemporaneo delle clave cubane. "A noi cubani piace pensare di avere la 'licenza clave'...e non ci sentiamo ossessionati dalla clave come molti altri".

### Libri
- (EN) Leonardo Acosta, Cubano Be, Cubano Bop. One Hundred Years of Jazz in Cuba, Washington, Smithsonian Books, 2003, ISBN 158834147X.
- (EN) Vernon W. Boggs, Salsiology Afro-Cuban Music and the Evolution of Salsa in New York City, New York, Greenwood Press, 1992, ISBN 0313284687.
- (EN) Raúl A. Fernández, From Afro-Cuban Rhythms to Latin Jazz, University of California Press, 2006, ISBN 978-0-520-93944-8.
- (EN) W.C. Handy, Father of the Blues. An Autobiography, a cura di Arna Bontemps, New York, Macmillan, 1941.
- (EN) Peter Manuel, Creolizing Contradance in the Caribbean, Philadelphia, Temple University Press, 2009.
- (EN) Rebeca Mauleon, Salsa Guidebook. For Piano and Ensemble, Petaluma, California, Sher Music, 1999, ISBN 09-61470-19-4.
- (EN) Rebeca Mauleon, 101 Montunos, Petaluma, Sher, 1999.
- (EN) Kevin Moore, Beyond Salsa Piano. The Cuban Timba Piano Revolution, Vol. 2. Early Cuban Piano Tumbao, Santa Cruz, California, Moore Music/Timba.com, 2009, ISBN 144998018X.
- (EN) Jelly Roll Morton, The Complete Recordings by Alan Lomax, Library of Congress Recording, 1938.
- (EN) David Penalosa, The Clave Matrix. Afro-Cuban Rhythm. Its Principles and African Origins, Redway, California, Bembe, 2010, ISBN 1-886502-80-3.
- (EN) Gunther Schuller e George Morrison, Early Jazz. Its Roots and Musical Development, Oxford University Press, 1986, ISBN 978-0-19-504043-2.
- (EN) John Storm Roberts, Latin Jazz, New York, Schirmer Books, 1999.
- (EN) John Storm Roberts, The Latin Tinge. The Impact of Latin American Music on the United States, Oxford University Press, 1999, ISBN 978-01-95121-01-8.

### Articoli
- (EN) Max Salazar, The Beginning and Its Best, in Latin Beat, vol. 7, 1ª ed., 1997.